# 군나르 노르달
군나르 노르달(스웨덴어: Gunnar Nordahl, 1921년 10월 19일 ~ 1995년 9월 15일)은 스웨덴의 전 축구 선수로 AC 밀란의 1950년대 전성기를 이끈 주역이며 스웨덴 축구 국가대표팀 일원으로 1948년 하계 올림픽 금메달에도 기여했으나 FIFA 월드컵 본선에는 단 한번도 출전하지 못했다.

## 선수 시절

### 클럽
1937년 고향팀인 회르네포르스 IF에서 선수 생활을 시작한 뒤 3년간 몸 담으며 리그 41경기 68골을 터뜨리는 등 두각을 드러내기 시작했고 1940년부터 1944년까지 데게르포르스 IF의 주축 공격수로 1940-41 알스벤스칸 준우승에 기여했을 뿐만 아니라 1942-43 리그에서 16골을 터뜨리며 득점왕에 오르는 등 맹활약을 펼쳤다.
그리고 1944년부터 1949년까지 IFK 노르셰핑의 일원으로도 맹활약하며 리그 4연패, 1945년 스웨덴컵 우승 등에 공헌했을 뿐 아니라 3번의 리그 득점왕까지 차지하면서 전성기를 구가했다.
이후 1949년 이탈리아 세리에 A의 명문팀인 AC 밀란으로 이적한 후 1956년까지 AC 밀란의 주축 공격수로 공식전 통산 268경기 221골을 터뜨리면서 리그 2회 우승(1950-51, 1954-55) 및 2회 준우승(1951-52, 1955-56), 라틴컵 2회 우승(1951, 1956) 및 1회 준우승(1953), 1955-56년 유러피언컵 4강 진출 등에 공헌했고 이탈리아 세리에 A에서만 무려 5번의 리그 득점왕에까지 오르는 등 계속해서 전성기를 이어나갔다.
그 뒤 1956년부터 1958년까지 AS 로마에서 활동하다가 1959년부터 1960년까지 자국 3부 리그팀인 칼스타트 BK에서 활동한 뒤 23년간의 현역 생활을 마무리했다.

### 국가대표팀
1942년 스웨덴 대표팀에 첫 차출된 이후 1948년까지 국제 A매치 통산 33경기에서 43골을 터뜨리는 무시무시한 득점력을 과시했고 특히 1948년 하계 올림픽에서는 대한민국과의 8강전(12-0 승)에서 포트트릭을 작성하는 등 4경기에서 무려 7골을 쓸어담아 공동 득점왕에 오르며 조국 스웨덴에 사상 첫 올림픽 금메달을 안겼으며 이러한 활약은 곧 AC 밀란 이적으로까지 이어졌다.
그러나 AC 밀란으로 이적한 1949년 이후에는 당시 스웨덴 축구 협회의 해외 선수 미차출 방침으로 인해 단 한번도 국가대표팀에 차출되지 못하면서 FIFA 월드컵 본선과도 인연을 맺지 못했고 자국에서 열린 1958년 FIFA 월드컵 이후에는 이 방침이 폐지되었지만 그 땐 이미 기량이 많이 쇠약해진 상태였기 때문에 결국 조국이 이 대회 준우승이라는 월드컵 역대 최고 성적을 차지한 모습을 필드 밖에서 지켜볼 수 밖에 없었다.

## 은퇴 이후
1958년 현역 시절 세리에 A의 마지막 친정팀인 AS 로마의 감독 겸 선수로 본격적인 지도자 커리어를 시작한 뒤 1980년까지 22년동안 지도자로 활동하며 데게르포르스 IF의 1963년 리그 준우승, IFK 노르셰핑의 1967년 스웨덴컵 준우승, 1968-69년 스웨덴컵 우승을 이끌었고 1995년 9월 15일 이탈리아 알게로에서 향년 73세의 일기로 사망했으며 사후 20여년이 지난 2016년 2월 AC 밀란 명예의 전당에 헌액되었다.

## 수상

### 클럽 (선수)
데게르포르스 IF
- 알스벤스칸 : 준우승 (1940-41)

IFK 노르셰핑
- 알스벤스칸 : 우승 (1944-45, 1945-46, 1946-47, 1947-48)
- 스웨덴컵 : 우승 (1945)

 AC 밀란
- 세리에 A : 우승 (1950-51, 1954-55), 준우승 (1951-52, 1955-56)
- 라틴컵 : 우승 (1951, 1956), 준우승 (1953)
- UEFA 챔피언스리그 : 4강 (1955-56)

### 국가대표팀 (선수)
스웨덴
- 하계 올림픽 : 금메달 (1948)

### 클럽 (지도자)
데게르포르스 IF
- 알스벤스칸 : 준우승 (1963)

IFK 노르셰핑
- 스웨덴컵 : 우승 (1968-69), 준우승 (1967)

### 개인
- 알스벤스칸 득점왕 : 1942-43 (16골), 1944-45 (27골), 1945-46 (25골), 1947-48 (18골)
- 스웨덴 올해의 선수 : 1947
- 세리에 A 득점왕 : 1949-50 (35골), 1950-51 (34골), 1952-53 (26골), 1953-54 (23골), 1954-55 (27골)
- AC 밀란 명예의 전당[1]
- 하계 올림픽 득점왕 : 1948 (7골/공동 수상)

## 기록
- AC 밀란 최다 득점 : 221골
- 이탈리아 세리에 A 최다 득점왕 타이틀 : 5회
- 이탈리아 세리에 A 최다 연속 득점왕 : 3회 (미셸 플라티니와 타이 기록)
- 이탈리아 세리에 A 치아 교정기 최다 득점 : 49골 (실비오 피올라와 타이 기록)
- 이탈리아 세리에 A 최다 해트트릭 횟수 : 17회